# Lubuk Napal (Rambah Samo)
Lubuk Napal is een bestuurslaag in het regentschap Rokan Hulu van de provincie Riau, Indonesië. Lubuk Napal telt 1036 inwoners (volkstelling 2010).